# Erythrococca bongensis
Erythrococca bongensis är en törelväxtart som beskrevs av Ferdinand Albin Pax. Erythrococca bongensis ingår i släktet Erythrococca och familjen törelväxter. Inga underarter finns listade i Catalogue of Life.